# Damián Ortega

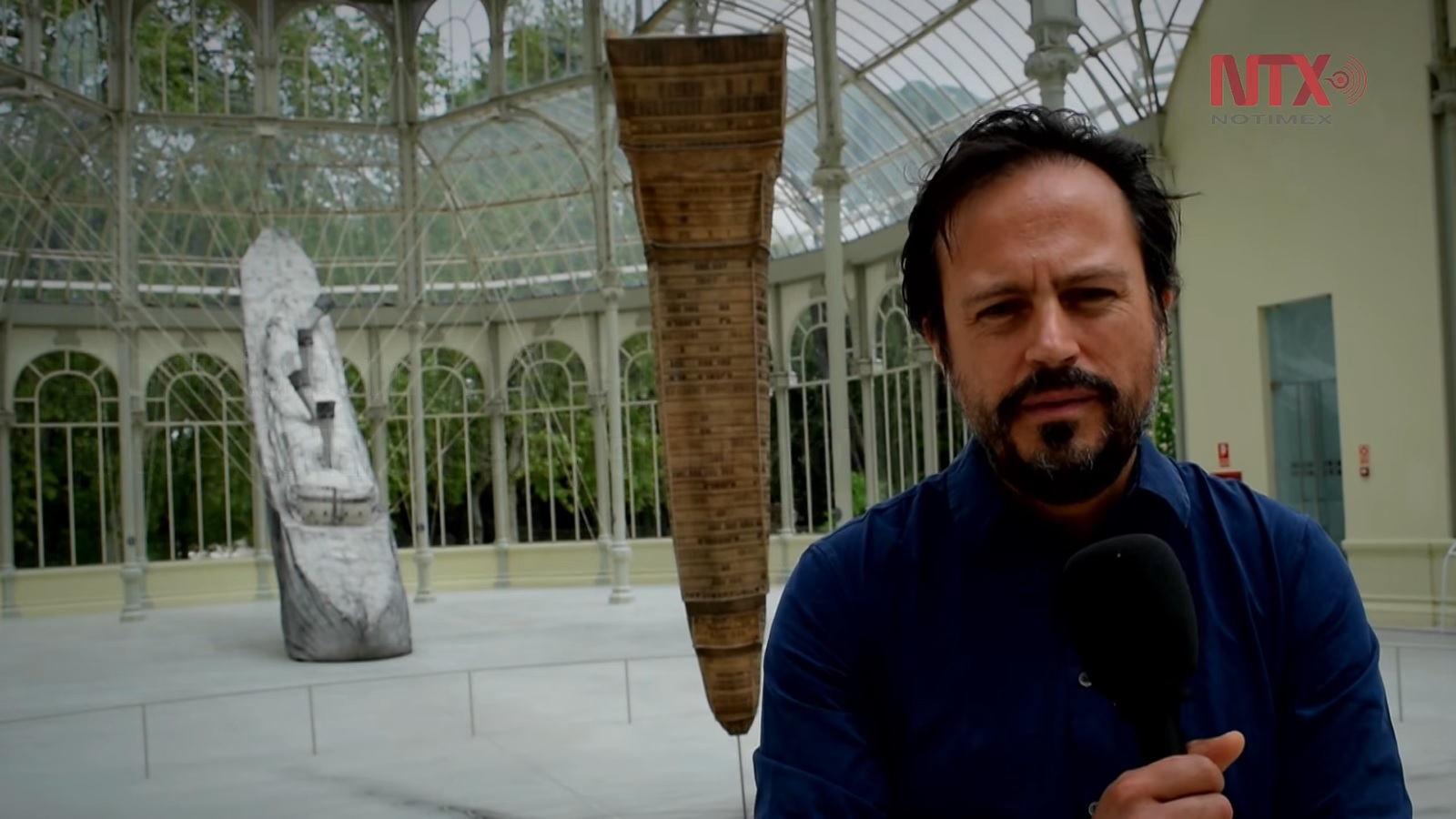
Damián Ortega im Jahr 2016.

Damián Ortega (* 1967 in Mexiko-Stadt) ist ein mexikanischer Künstler, der vor allem durch Installationen wie Cosmic Thing, bei dem er einen vollständigen VW Käfer demontierte und in Einzelteilen aufhängte, sowie durch Fotografien und Filmarbeiten bekannt ist. Ortega lebt seit 2006 in Berlin und stellt seine Installationen international aus. 2023 wird ihm der Zurich Art Prize verliehen.

## Leben und Werk
Damián Ortega 
 (externe Weblinks)
- Cosmic Thing, 2002[3]
- Cosmic Thing, 2002, und Movimiento en falso (estabilidad y crecimiento económico), 2000[4]
- Spiral of Violence, 2005[5]
- Miracolo italiano, 2005[6]
- Controller of the Universe, 2007[5]
- Obelisco Transportable, 2007 New York Central Park[7]

Damián Ortega wurde 1967 in der Hauptstadt Mexikos, in Mexiko-Stadt, geboren. Mit 16 Jahren verließ er sein Elternhaus und ging bei verschiedenen Bildhauern und Cartoonisten in die Lehre während er sich über Gelegenheitsjobs finanzierte. Er lebte in Lissabon und Rio de Janeiro sowie in seiner Heimatstadt Mexiko-Stadt. Seine Künstlerkarriere begann er als politischer Karikaturist. Parallel begann er mit seinen ersten künstlerischen Arbeiten, indem er Skulpturen, Installationen und Videos schuf. Als einen seiner Haupteinflüsse bezeichnet er den mexikanischen Künstler Diego Rivera. Als Gegenstände nutzte er dabei vor allem greifbare Alltagsgegenstände wie Werkzeuge, Golfbälle, Ziegelsteine oder auch Tortillas.
Seine internationale Karriere begann um 1998 mit ersten Einzel- und Gruppenausstellungen. So stellte er seine Werke 2002 am Institute of Contemporary Art in Philadelphia und im gleichen Jahr bei der 50. Biennale di Venezia, wo er sein Werk Cosmic Thing im Arsenal präsentierte und damit den endgültigen Durchbruch schaffte. Dabei handelt es sich um einen demontierten VW Käfer aus dem Jahr 1983, der in Einzelteilen an der Decke aufgehängt und somit zum Kunstwerk umfunktioniert wird. Ein weiteres Werk Ortegas bei der Biennale mit dem Titel Movimento en Falso aus dem Jahr 2000 bestand in drei über die Kante getürmten Ölfässern, die sich langsam um die eigene Achse drehten. Zahlreiche weitere Ausstellungen folgten, u. a. in der Kunsthalle Basel (2004) als erste große Ausstellung in Europa, im Museu da Arte Pampulha, Belo Horizonte in Brasilien (2005), dem Museum of Contemporary Art in Los Angeles (2005), der Tate Gallery of Modern Art in London (2005) und der Biennale von São Paulo (2006).
In den Jahren 2006/2007 war Ortega Stipendiat des Berliner Künstlerprogramms des DAAD und präsentierte 2007 sein Werk Man is the controller of the universe in der dazugehörigen DAAD-Galerie. Die Installation besteht aus einer Wolke alter Werkzeuge, die Ortega auf Berliner Flohmärkten gekauft und gruppiert hatte. Seit 2006 lebt und arbeitet Ortega in Berlin, 2007 war er für den mit 50.000 Euro dotierten Preis der Nationalgalerie für junge Kunst  nominiert.